# Sinusni poučak
Sinusni poučak, poučak o sinusu, ili poučak o sinusima jedan od osnovnih trigonometrijskih teorema: a/sin α = b/sin β = c/sin γ = 2r, gdje su a, b i c stranice, α, β i γ redom njima nasuprotni kutovi trokuta, a r polumjer kružnice opisane tomu trokutu. Rabi se za rješavanje računskih problema u trokutu pomoću pojedinih trigonometrijske funkcije. Sinusni poučak glasi da se sinusi kutova unutar bilo kakvog trokuta odnose isto kao stranice nasuprotne tim kutovima. Sinusni poučak se koristi kada su poznati dva kuta u trokutu i jedna stranica ili dvije stranice i jedan nasuprotni kut.
Ako je zadan trokut ABC onda su a, b, c duljine njegovih stranica, a α, β, γ odgovarajući unutarnji kutovi nasuprot tim stranicama pa vrijede sljedeće jednakosti:
{\displaystyle {\frac {a}{\sin \alpha }}\,=\,{\frac {b}{\sin \beta }}\,=\,{\frac {c}{\sin \gamma }}\!}